# Токар Марк Васильович
Марк Васи́льович То́кар (нар. 2 березня 1974 р., Львів) — український джазовий контрабасист, перший український музикант, який грав на Chicago Jazz Festival . Син художниці Марти Токар. Мешкає в Києві.  

## Життєпис
Народився у Львові. Музику вивчав у Львові, Кракові та Катовицях (Польща). 2002—2004 був постійним учасником літніх джазових шкіл у Кракові під керівництвом Майкла Паркінсона (США).
2006 — в рамках стипендіальної програми Міністра культури і національної спадщини Республіки Польща «Gaude Polonia» навчався в Музичній академії імені Кароля Шимановського в Катовицях (клас професора Jacka Niedzeli).
Протягом 2005—2006 року Марк Токар — артдиректор Міжнародного українсько-польського фестивалю Jazz Bez. Марк Токар разом з Мистецьким об'єднанням «Дзиґа» організував серію філармонічних джазових концертів у Львові Metro Jazz.
Його перший альбом Yatoku (з Юрієм Яремчуком та Клаусом Кугелем) був виданий лейблом Not Two 2006 року. Після цього музична кар'єра Марка Токаря різко пішла вгору. Починаючи з 2007 він є учасником Ken Vandermark Resonance Project, як музикант грає в багатьох проектах та на різноманітних фестивалях в США, Німеччині, Польщі, Австрії, Франції, Україні, Росії, Італії, Угорщині, Люксембурзі, Чехії, Литві.
Марк — перший український музикант, який грав на престижному фестивалі Chicago Jazz Festival (2012). Співавтор кількох музично-поетичних проектів в дуеті з поетесою Любов'ю Якимчук.

## Музичні проекти
Марк бере участь у таких міжнародних проектах, як уже згаданий Ken Vandermark Resonance Project, а також Undivided, Five Spot, Four, Varpaj, Ultramarine, Yatoku. Одночасно він є лідером інтернаціональних проектів: Mark Tokar Quintet та Avtokar.
Грав разом із такими музикантами: Ken Vandermark, Bobby Few, Perry Robinson, Steve Swell, Michael Zerang, Tim Daisy, Dave Rempis, Roberta Piket, Фред Фріт, Klaus Kugel, Аркадий Шилклопер, Petras Vishniauskas, Mirchea Tiberian, Mazzol, Mikołaj Trzaska, Wacław Zimpel, Юрій Яремчук, Magnus Broo, Per-Åke Holmlander, Mark Sanders, Piotr Baron, Kazimierz Jonkisz[недоступне посилання з липня 2019].

## Інтерв'ю та статті

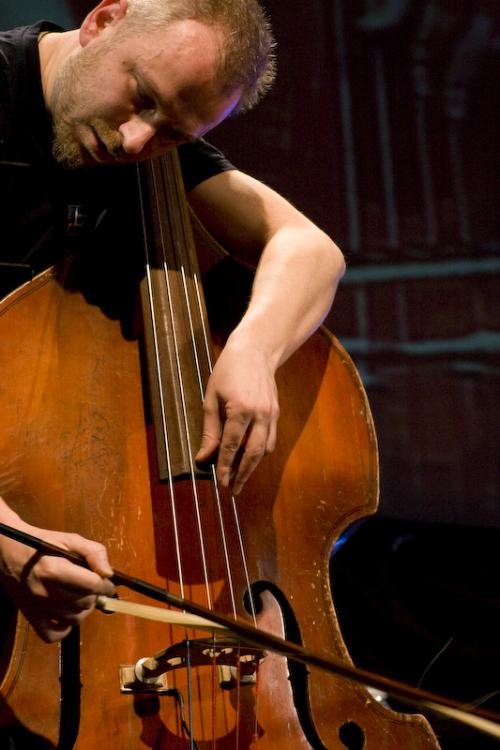
На фестивалі в Харкові, 2008

- Avtokar: в чотири відвертості
- Резонанс в Запорожье
- Ken Vandermark Resonance
- Токар-Кугель-Глод-Пікет: чотири особистості
- Міжнародний джазовий мегапроект «Ken Vandermark „Resonance“ Project» (з блогу)